# Tourville-les-Ifs
Tourville-les-Ifs é uma comuna francesa na região administrativa da Normandia, no departamento de Sena Marítimo. Estende-se por uma área de 8,32 km². Em 2010 a comuna tinha 662 habitantes (densidade: 79,6 hab./km²).